# STS-132
|  | Denne artikel handler om en mission i rumfærge-programmet. For informationer om programmet se rumfærge-programmet. |
STS-132 (Space Transportation System-132) var rumfærgen Atlantis' 32. og næstsidste rummission, den blev opsendt fredag d. 14. maj 2010 klokken 20:20 dansk sommertid (2:20 pm EDT). Atlantis blev sammenkoblet med den Internationale Rumstations Harmony-modul søndag d. 16. maj klokken 16:28 (10:28 am EDT). Det var 11. gang at Atlantis blev koblet til ISS. Derudover har Atlantis været koblet til den tidligere russiske rumstation Mir syv gange.
Missionen medbringer modulerne Rassvet (MRM1, Mini Research Module) og Integrated Cargo Carrier (ICC) til Den Internationale Rumstation (ISS). Tre rumvandringer er planlagt til at udføre arbejdet på rumstationen.
Det var oprindeligt rumfærgen Atlantis' sidste rejse, den skulle dog være klar som redningsfartøj for den sidste rumfærgemission, men NASA fandt penge til at Atlantis kan flyve en tur mere. Efter sidste rumrejse ender rumfærgerne på museum.
Atlantis landede onsdag d. 26. maj 2010 klokken 14:48 (8:48 am EDT) i Florida.

## Besætning
- Kenneth Ham (kaptajn)
- Dominic Antonelli (pilot)
- Stephen Bowen (1. missionsspecialist)
- Garrett Reisman (2. missionsspecialist)
- /  Piers Sellers (3. missionsspecialist)
- Michael Good (4. missionsspecialist)

## Missionen
Rumfærgen Atlantis blev opsendt d. 14. maj 2010 klokken 2:20 pm EDT i Florida.
Fotograferingen af rumfærgens varmeskjold på missionens anden dag, blev ændret i forhold til de normale procedurer. Et særlig kamera på rumfærgens robotarm sad fast i aflåst position, et kabel blokerede rotationen og fotograferingen af visse dele af varmeskjoldet blev udskudt En ekstra fotograf på ISS blev sat til at forsyne jordkontrollen med supplerende billeder under Atlantis' rotationsmanøvre, kort før sammenkoblingen .
Sammenkoblingen mellem rumfærgen og rumstationen på missionens tredje dag forløb normalt, selvom der havde været overvejelser om at flytte rumstationen for at undgå kollision med rumaffald, men manøvren blev aflyst.
Stephen Bowen og Garrett Reisman udførte første rumvandring på missionen fjerde dag. Rumvandringen varede 7 timer og 25 minutter
.

På missionens femte dag blev det russiske modul Rassvet (morgenrøde), også kaldet Mini Research Module (MRM1), sammenkoblet med et andet af rumstationens russiske moduler Zarja (morgengry) .

Stephen Bowen og Michael Good udførte missionens anden rumvandring på sjettedagen. Rumvandringen varede 7 timer og 9 minutter .
På missionens syvende dag blev der overført fragt mellem rumfærge/rumstation og Rassvets luge blev åbnet .
Michael Good og Garrett Reisman på missionens tredje og sidste rumvandring. Rumvandringen varede 6 timer og 46 minutter .
- Atlantis er ved at blive sammenkoblet med Den Internationale Rumstation
- Garrett Reisman på første rumvandring
- Steve Bowen på anden rumvandring
- Garrett Reisman og Michael Good på tredje rumvandring

Atlantis landede, for sidste gang, onsdag d. 26. maj klokken 14:48 (8:48 am EDT).
Tidsplan
1. dag – Opsendelse fra KSC 
2. dag – Undersøgelse af varmeskjold 
3. dag – Ankomst og sammenkobling rumfærge/rumstation. Opsætning af Integrated Cargo Carrier (ICC) med robotarm 
4. dag – Første rumvandring: Stephen Bowen og Garrett Reisman monterer antenne og værktøjsplatform 
5. dag – Rassvet sættes på plads. Hvis der var behov for yderligere undersøgelse af varmeskjoldet udførtes dette 
6. dag – Anden rumvandring: Stephen Bowen og Michael Good, udskiftning af batterier på P6. ICC flyttes. 
7. dag – Overførsel af fragt, Rassvets luge åbnes 
8. dag – Tredje rumvandring: Michael Good og Garrett Reisman, udskiftning af batterier på P6 
9. dag – ICC på plads i rumfærgens lastrum, overførsel af fragt og delvis hviledag 
10. dag – Mediekonferencer, overførsel af fragt, delvis hviledag og frakobling 
11. dag – Undersøgelse af varmeskjold 
12. dag – Forberedelse til landing 
13. dag – Landing KSC 

### Nyttelast
Rassvet, (MRM1, Mini Research Module)
Russisk modul til sammenkobling og opbevaring, Rassvet betyder morgenrøde.
Integrated Cargo Carrier (ICC)
Amerikansk modul til transport og ekstern opbevaring på ISS. 
Newtons æbletræ
Et faldende æble er symbolet på Isaac Newtons tyngdelov. The Royal Society har udlånt et stykke æbletræ til den engelske astronaut Piers Sellers, han medbringer træstykket samt et billede af Newton, på rumflyvningen.
- Rassvet Mini Research Module (MRM1)
- Integrated Cargo Carrier (ICC)
- Æblet der falder pga. gravitation
- Isaac Newton uden æble

Hovedartikler: